# Grow Some Funk of Your Own
Grow Some Funk of Your Own è un brano hard rock composto ed interpretato dall'artista britannico Elton John; coautore del brano è il chitarrista Davey Johnstone, facente parte della Elton John Band, mentre il testo è di Bernie Taupin.

## Struttura del brano
Secondo singolo dell'album Rock of the Westies (1975), fu distribuito insieme a I Feel like a Bullet (in the Gun of Robert Ford) il 12 gennaio 1976. È considerato uno dei brani più rock della superstar, insieme ad altri pezzi come Saturday Night's Alright for Fighting, The Bitch Is Back, All the Girls Love Alice e Pinball Wizard. Classificabile persino nell'hard rock, mette in evidenza i chitarristi Davey Johnstone e Caleb Quaye, oltre al bassista Kenny Passarelli e al batterista Roger Pope; Ray Cooper è presente alle percussioni e James Newton Howard alle tastiere. Infine, si può notare anche il pianoforte suonato da Elton.
Grow Some Funk of Your Own raggiunse la quattordicesima posizione nella classifica Billboard Hot 100 (un relativo insuccesso, considerate le posizioni raggiunte dai singoli precedenti).

## Significato del testo
Il testo di Bernie (significa Fatti da parte) parla di un uomo svegliatosi da un incubo; nel sogno, ambientato in una piccola cittadina del Messico, egli viene attratto da una ragazza del posto, ma viene dissuaso dai suoi progetti dal fidanzato di lei: quest'ultimo minaccia il protagonista, ingiungendogli di ritornare nella natìa Inghilterra.